# Camps-Saint-Mathurin-Léobazel
Camps-Saint-Mathurin-Léobazel település Franciaországban, Corrèze megyében. Lakosainak száma 208 fő (2022. január 1.). Camps-Saint-Mathurin-Léobazel Mercœur, Saint-Julien-le-Pèlerin, Sexcles, Cahus, Laval-de-Cère és Sousceyrac-en-Quercy községekkel határos.

## Népesség
A település népességének változása:
| Lakosok száma | 244  | 240  | 237  | 228  | 220  | 212  | 210  | 208  |
|               | 2015 | 2016 | 2017 | 2018 | 2019 | 2020 | 2021 | 2022 |